# Batalha dos Fortes Taku (1900)
A Batalha de Taku ou Batalha dos Fortes de Dagu (chinês tradicional: 大沽口炮台之戰) foi um breve combate militar durante a Rebelião Boxer entre as forças militares da chinesa Dinastia Qing e as forças pertencentes à Aliança das Oito Nações em junho de 1900. As forças navais europeias e japonesas capturaram os Fortes de Taku após uma batalha breve mas sangrenta com unidades da Dinastia Qing. Sua perda levou o governo Qing a apoiar os Boxers, enquanto o exército chinês foi ordenado a resistir a todas as forças militares estrangeiras dentro do território chinês. As potências aliadas permaneceram no controle dos fortes até o fim da Rebelião Boxer em setembro de 1901.

## Contexto

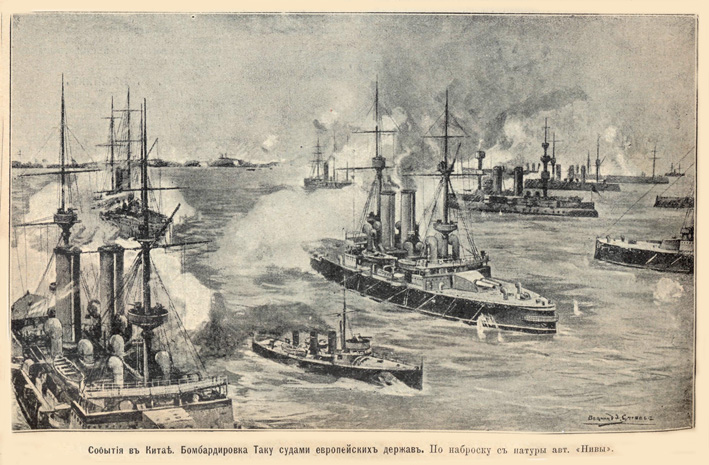
Navios aliados nos fortes de Taku

Em meados de junho de 1900, as forças aliadas no Norte da China estavam vastamente em desvantagem numérica. Em Pequim havia 450 soldados e fuzileiros navais de oito países protegendo as legações diplomáticas. Em algum lugar entre Tianjin e Pequim estavam os 2000 homens da Expedição Seymour tentando chegar a Pequim para reforçar as guardas das legações. Em Tianjin havia 2400 soldados aliados, principalmente russos. Todas essas forças estavam ameaçadas por milhares de "Boxers", membros de um movimento camponês indígena que visava acabar com a influência estrangeira na China. O governo Qing da China estava hesitando entre apoiar os Boxers em sua cruzada anti-estrangeira ou suprimi-los porque representavam uma ameaça à dinastia.
A alguns quilômetros mar adentro no Mar Amarelo havia um grande número de navios de guerra ocidentais e japoneses. Em 15 de junho, as forças chinesas implantaram minas elétricas no Rio Hai antes da batalha para impedir que a Aliança das Oito Nações enviasse navios para atacar. Com suas linhas de suprimento e comunicação para Tianjin ameaçadas, os comandantes dos navios se reuniram em 16 de junho. O controle dos Fortes de Taku na foz do Rio Hai era a chave para manter uma base no norte da China. O Vice-Almirante Hildebrandt, da Marinha Imperial Russa, através do Tenente Bakhmetev, enviou uma mensagem ao comandante dos fortes, que então enviou uma mensagem por telégrafo ao Governador da Província de Zhili, declarando que propunham "ocupar provisoriamente, por consentimento ou força" os Fortes de Taku e exigindo que as forças chinesas se rendessem antes das 2h da manhã de 17 de junho. Entre os países aliados representados, apenas o Contra-Almirante Louis Kempff da Marinha dos Estados Unidos se opôs, declarando que não tinha autoridade para empreender hostilidades contra a China. Kempff disse que um ataque era um "ato de guerra" e, portanto, recusou-se a participar. No entanto, Kempff concordou que uma antiga canhoneira americana, o USS Monocacy, poderia ficar estacionada perto dos fortes como local de refúgio para civis na região.
Era uma exigência audaciosa dos marinheiros estrangeiros. Apenas dez navios, incluindo o não-combatente Monocacy, podiam cruzar os bancos na foz do rio para entrar no Rio Hai — de duzentos metros de largura — de onde os quatro fortes poderiam ser ocupados ou assaltados. Apenas 900 homens podiam ser reunidos para empreender a operação. Em contraste, os soldados e marinheiros chineses nos fortes e em várias canhoneiras modernas atracadas ao longo do rio consistiam em cerca de 2000 homens. Os chineses também começaram a colocar minas perto da foz do rio e instalar tubos de torpedo nos fortes. Na tarde de 16 de junho, os navios de guerra estrangeiros começaram a entrar no rio e tomar suas posições de onde os Fortes de Taku poderiam ser ocupados ou assaltados.

## Batalha
Os chineses não esperaram pela expiração do prazo, mas abriram fogo dos fortes com todas as armas simultaneamente contra os navios aliados por volta das 00h45 de 17 de junho. A canhoneira russa Korietz foi severamente danificada na salva inicial. O Monocacy, apesar de sua distância da batalha e das garantias de seus oficiais às 37 mulheres e crianças a bordo de que estavam "em posição de absoluta segurança", levou um projétil chinês na proa que não feriu ninguém. O capitão rapidamente moveu o Monocacy para uma posição mais segura. A artilharia chinesa dos fortes direcionada aos navios era precisa, também atingindo o HMS Whiting, o SMS Iltis e o Lion, e fazendo o Giliak encalhar. Os russos ligaram o holofote do Giliak, expondo-os às armas chinesas. O Giliak e outro navio foram severamente danificados. 18 russos foram mortos e 65 ficaram feridos.

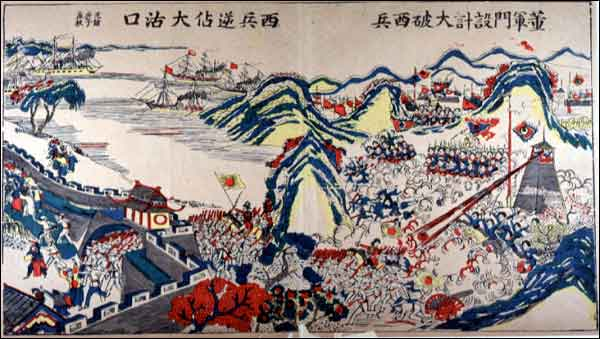
O ataque a Taku pelos Aliados influenciou a decisão da Imperatriz Dowager Cixi de apoiar os Boxers.

A ameaça ofensiva mais séria ao ataque aliado eram quatro destróieres modernos construídos na Alemanha ancorados no cais de Taku. Esses navios de guerra poderiam facilmente ter dominado os navios aliados, mas inexplicavelmente permaneceram atracados mesmo depois que os chineses abriram fogo. Dois destróieres britânicos, HMS Whiting e HMS Fame (o primeiro comandado pelo Tenente Colin Mackenzie e o segundo por Roger Keyes), cada um rebocando um baleeiro com 10 homens a bordo, correram ao lado dos navios chineses e os abordaram. Os chineses ofereceram apenas resistência fraca antes de fugir e deixar seus navios nas mãos dos britânicos.
O duelo de artilharia continuou inconclusivamente até quase o amanhecer, quando os Aliados despojaram seus navios da tripulação e montaram um assalto terrestre no Forte Noroeste. 200 russos e austríacos lideraram o caminho seguidos por 380 britânicos e italianos, com 300 japoneses na retaguarda. Em um golpe de sorte para os aliados, o paiol de pólvora explodiu exatamente quando o assalto terrestre começou, e na confusão depois os japoneses invadiram o forte. Os britânicos e italianos então lideraram o ataque ao Forte Norte, que foi logo capturado.
Dois fortes permaneceram no lado sul do rio. Os Aliados direcionaram todas as suas armas, e as armas dos dois fortes chineses que haviam capturado, contra esses dois fortes. Explodiram outro paiol de pólvora em um, e pouco depois os soldados chineses abandonaram os fortes. A força terrestre aliada então cruzou o rio e capturou os fortes com quase nenhuma oposição. A batalha dos Fortes de Taku terminou às 6h30 da manhã. Os Aliados sofreram 172 baixas entre os 900 soldados e marinheiros engajados. O número de baixas chinesas é desconhecido, mas os fortes foram descritos como fluindo em "rios de sangue". No entanto, Robert B. Edgerton diz que as baixas chinesas foram "provavelmente não pesadas".

## Impacto
O ataque das marinhas aliadas aos Fortes de Taku teve um impacto profundo. Os primeiros relatórios da batalha chegando em Pequim do Governador Yu Lu em Tianjin enfatizaram o positivo — e falharam em mencionar à Imperatriz Dowager Cixi que os aliados haviam capturado os fortes.
A batalha empurrou o governo Qing definitivamente para o lado dos Boxers, e o exército chinês foi instruído a resistir às forças militares estrangeiras em solo chinês. No dia seguinte, 18 de junho, o Almirante Seymour e seus dois mil homens foram atacados pelo exército chinês ao longo da ferrovia que vai de Tianjin a Pequim, e Seymour decidiu abandonar seu objetivo de chegar a Pequim e recuou para Tianjin. Em 19 de junho, um ultimato chinês foi entregue aos diplomatas no Bairro das Legações em Pequim informando-os que tinham 24 horas para deixar a capital. Quando os estrangeiros se recusaram a partir, temendo por sua segurança, o Cerco das Legações começou em 20 de junho. Os fortes de Taku permaneceram em mãos estrangeiras pelo resto da Rebelião Boxer.
Oficiais aliados elogiaram a coragem e habilidade que os chineses demonstraram na defesa dos Fortes de Taku.

## Na cultura popular
- No mesmo ano, a Thomas A. Edison, Inc. estreou um curta-metragem documentário, Bombardment of Taku Forts by the Allied fleets (1900), que recriou os eventos em miniatura.[20]